# This Is Not a Love Story
 (juillet 2025).
Pour plus de détails, voir Fiche technique et Distribution.
This Is Not a Love Story (Me and Earl and the Dying Girl) est une comédie dramatique américaine réalisée par Alfonso Gomez-Rejon et sortie en 2015.

## Synopsis
Un garçon de dernière année de lycée, Greg, plutôt en marge, va devoir renouer avec une amie d'enfance, Rachel, qui vient d'apprendre qu'elle a une leucémie. Souhaitant lui faire passer des moments agréables, il lui montre les films parodiques qu'il réalise avec son ami Earl.

## Fiche technique
- Titre : This Is Not a Love Story

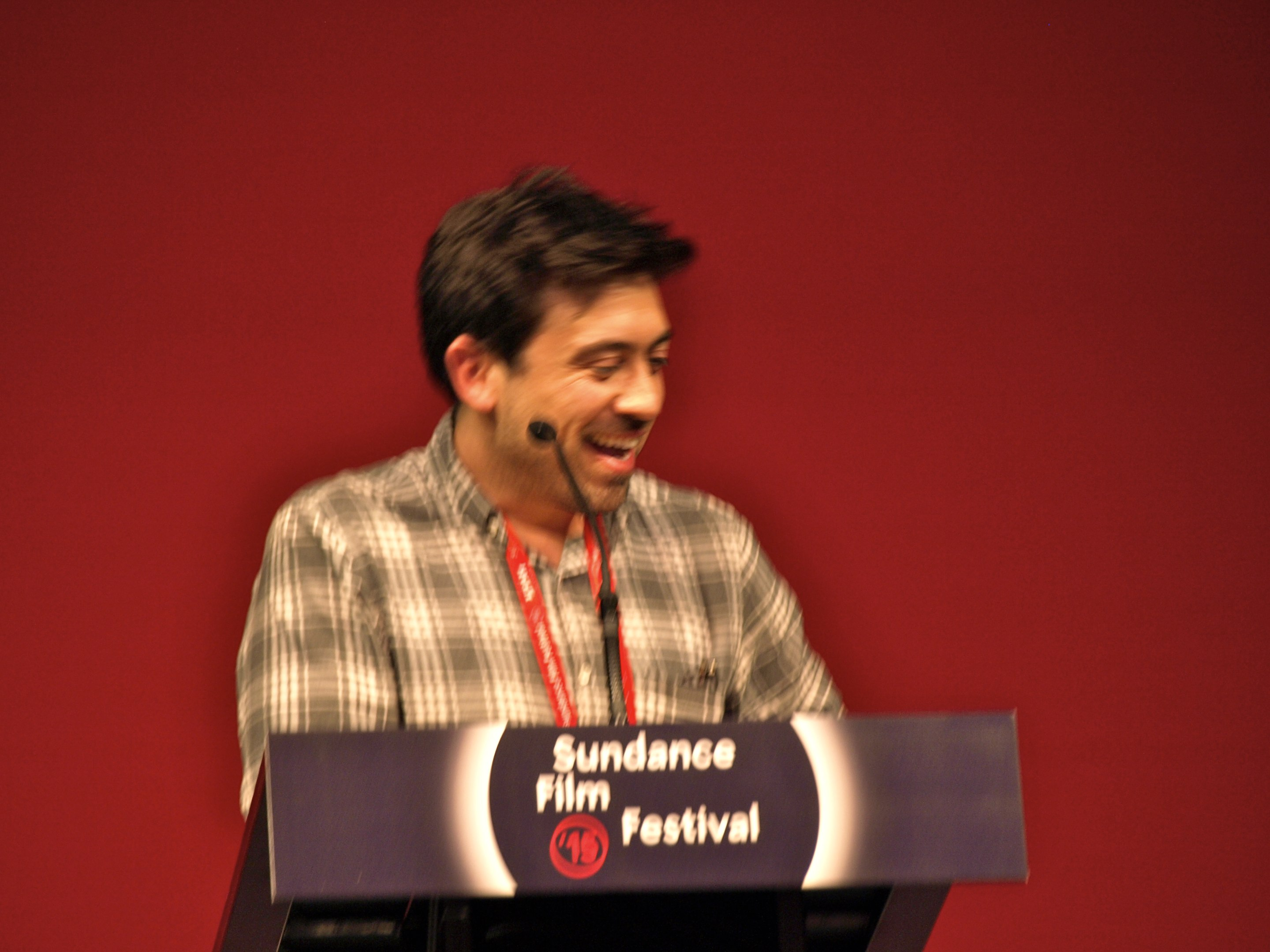
Alfonso Gomez-Rejon au Festival du film de Sundance 2015.

- Titre original : Me and Earl and the Dying Girl
- Réalisation : Alfonso Gomez-Rejon
- Scénario : Jesse Andrews
- Musique : Brian Eno et Nico Muhly
- Montage : David Trachtenberg
- Photographie : Chung Chung-hoon
- Décors : Gérald Sullivan
- Costumes : Jennifer Eve
- Producteur : Jeremy Dawson, Dan Fogelman et Steven M. Rales
  - Producteur délégué : Nora Skinner
  - Coproducteur : Michael Sledd et Jeff Sommerville
  - Producteur associé : Angela Demo
- Production : Indian Paintbrush et Paragon Motion Pictures
- Distribution : 20th Century Fox
- Pays :  États-Unis
- Durée : 106 minutes
- Genre : comédie dramatique
- Dates de sortie :
  - États-Unis : 25 janvier 2015 (Festival du film de Sundance) ; 3 juillet 2015 (sortie nationale)
  - France : 18 novembre 2015

## Distribution
- Thomas Mann (VF : Emmanuel Garijo) : Greg Gaines
- Olivia Cooke (VF : Julia Boutteville) : Rachel Kushner
- RJ Cyler (VF : Diouc Koma) : Earl
- Nick Offerman (VF : François Siener) : M. Gaines
- Connie Britton (VF : Anne Rondeleux) : Mme Gaines
- Molly Shannon (VF : Brigitte Aubry) : Denise Kushner
- Jon Bernthal (VF : Jérôme Pauwels) : M. McCarthy
- Katherine C. Hughes (VF : Flora Kaprielian) : Madison
- Matt Bennett : Scott Mayhew
- Masam Holden (VF : Gabriel Bismuth-Bienaimé) : Ill Phil
- Bobb'e J. Thompson : Derrick
- Natalie Marchelletta (VF : Juliette Poissonnier) : Anna
- Hugh Jackman (VF : Jérémie Covillault) : Lui-même (voix)
- Marco Zappala (VF : Françoua Garrigues) : Le snob ringard du club théâtre

## Récompenses
- Festival de Sundance 2015 :
  - Grand prix du jury
  - Prix du public